# Autorretrato (Ivan Konstantinovich Aivazóvski)

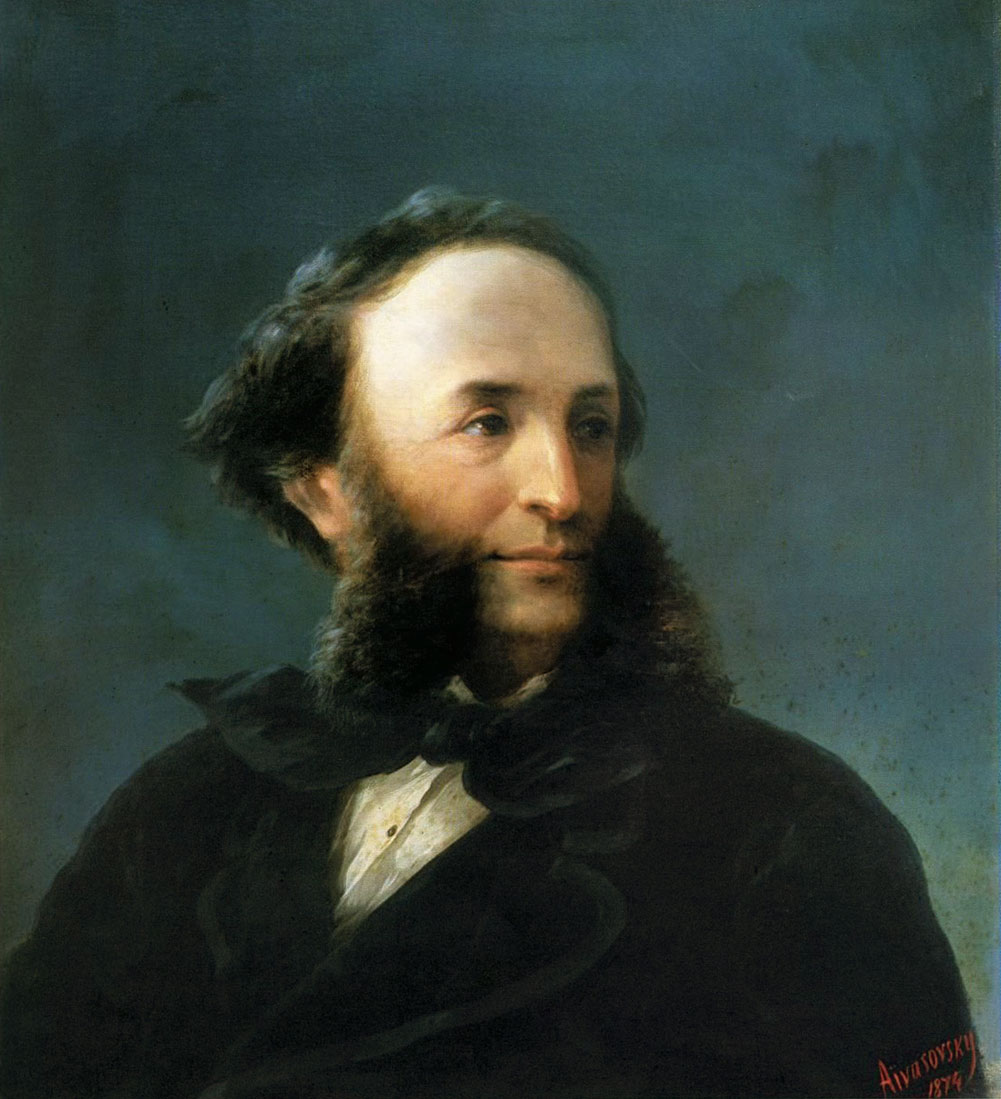
Ivan Aivazovsky, Self-portrait (1874). Oil on canvas, 70.5 × 62.5 cm. Uffizi, Florence

Autorretrato é uma pintura a óleo do artista Ivan Konstantinovich Aivazóvski, ucraniano de ascendência armênia, conhecido por suas paisagens marítimas. A obra, medindo 70.5 cm × 62.5 cm e realizada no ano de 1874, faz parte da famosa Coleção de autorretratos da Galeria Uffizi, em Florença.

## Descrição
A obra em questão insere-se no âmbito do Romantismo e integra-se ao gênero do autorretrato, representando uma notável demonstração da mestria de Ivan Aivazovsky na arte de captar a fisionomia humana, ao mesmo tempo em que articula uma representação de si próprio permeada por acentuado senso de realismo e sensibilidade romântica.
No retrato, Aivazovsky se apresenta com altivez e sobriedade, com o rosto ligeiramente voltado à esquerda. Sua expressão denota introspecção e equilíbrio emocional, ladeada por espessas costeletas e barba, características da moda masculina oitocentista. Enverga um traje escuro de corte formal, complementado por uma gravata de laço; a camisa branca, visível sob o casaco, oferece um contraste sutil à paleta sombria do vestuário. O fundo da composição possui tonalidade diáfana, composto por matizes azulados e esverdeados que se dissolvem gradualmente entre si, conferindo um efeito etéreo e envolvente. Tal tratamento do espaço pictórico reflete os ideais do Romantismo — particularmente sua ênfase na subjetividade e na exaltação do indivíduo — e confere à figura retratada uma aura contemplativa que concentra a atenção do espectador sobre o semblante sereno do artista.